# Danau Baru (Rengat Barat)
Danau Baru is een bestuurslaag in het regentschap Indragiri Hulu van de provincie Riau, Indonesië. Danau Baru telt 1329 inwoners (volkstelling 2010).